# Dolichiscus georgei
Dolichiscus georgei is een pissebed uit de familie Austrarcturellidae. De wetenschappelijke naam van de soort is voor het eerst geldig gepubliceerd in 1980 door Kussakin & Vasina.